# Amoklauf von Aurora

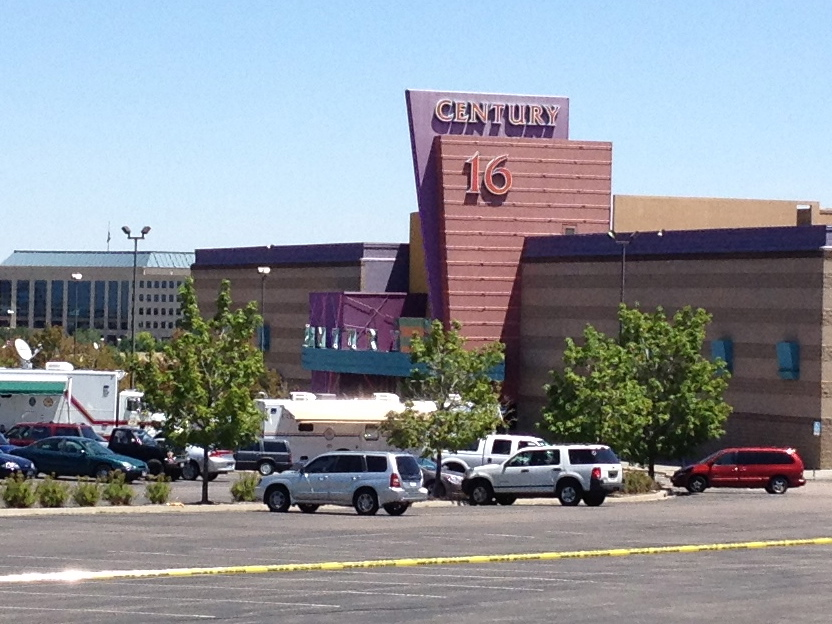
Das Kinogebäude in Aurora, in dem die Tat geschah.

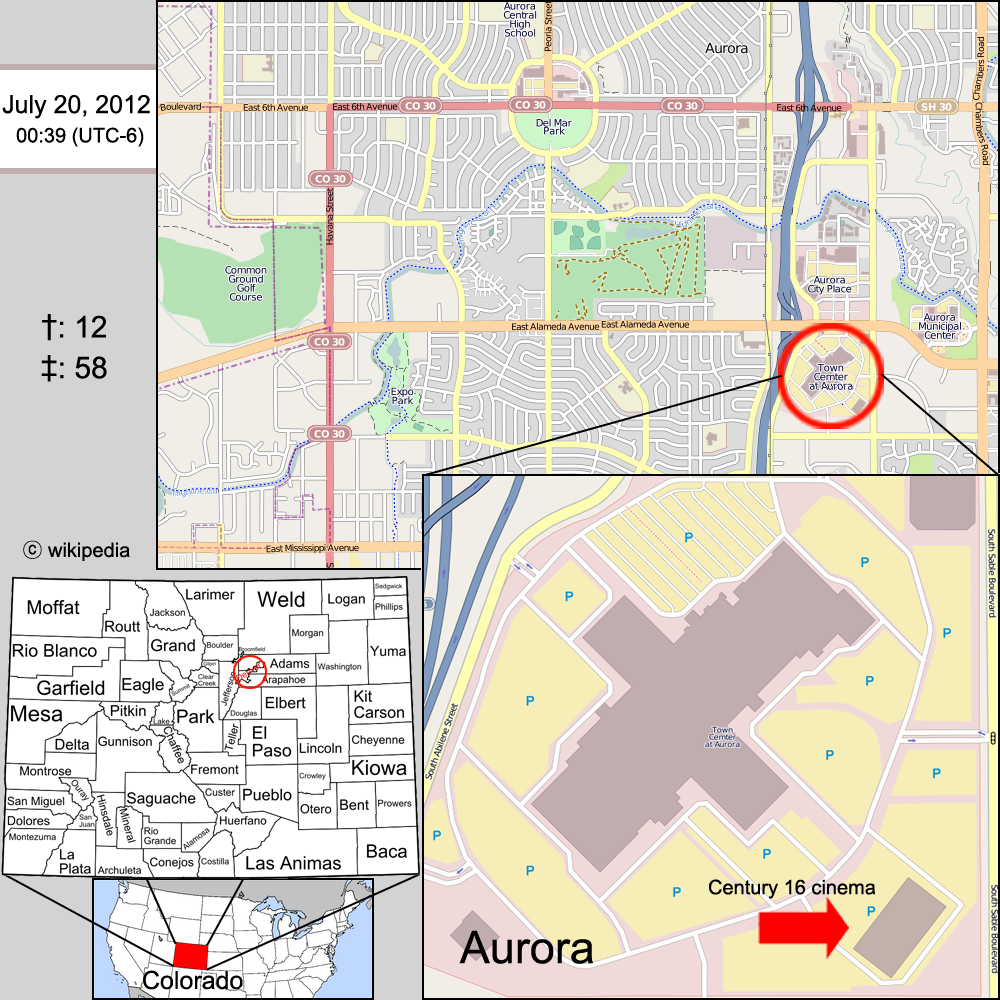
Unten links: Karte von Colorado, Aurora ist auf der Karte markiert.
Oben: Karte vom Zentrum Auroras
Unten rechts: Position des Tatorts im Einkaufszentrum Town Center at Aurora

Der Amoklauf von Aurora war ein Gewaltverbrechen, bei dem am 20. Juli 2012 in einem Kino in Aurora im US-Bundesstaat Colorado während der mitternächtlichen Premiere des Films The Dark Knight Rises zwölf Menschen erschossen und 58 weitere zum Teil schwer verletzt wurden. Der später als Täter verurteilte, zur Tatzeit 24-jährige James Eagan Holmes wurde unmittelbar nach der Tat festgenommen.
Das von Teilen der Öffentlichkeit und Medien auch Anschlag von Aurora benannte Gewaltverbrechen wurde zudem nach dem Tatort teils auch als Kino-Massaker bezeichnet. Die außerdem anzutreffende Benennung als „Batman“-Amoklauf nimmt Bezug auf den zur Tatzeit in dem hauptsächlich betroffenen Kinosaal gezeigten US-amerikanischen Actionfilm, der auf den Batman-Comicserien basiert.

## Verlauf

### Im Kino
Um 00:05 Uhr begann die Premiere von The Dark Knight Rises im Kinosaal neun des Century 16 Movie Theatre, einem an das Einkaufszentrum Town Center at Aurora angeschlossenen Multiplex-Kino in Aurora. Etwa 20 Minuten nach Beginn der Vorstellung verließ der Täter über einen Notausgang den Saal, begab sich zu seinem in der Nähe geparkten Auto und legte dort unter anderem eine Gasmaske und eine schusssichere Weste an. Mit einer Flinte Remington 870, einem Selbstladegewehr AR-15 und einer Glock-Pistole Kaliber .40 bewaffnet kehrte er gegen 00:37 Uhr ins Kino zurück, zündete eine Tränengasgranate und eröffnete das Feuer auf das Publikum. Viele Zuschauer glaubten zunächst an eine zur Filmvorführung gehörende Showeinlage, bevor die Menschen in Panik aus dem Saal flohen. Augenzeugen zufolge hatte das Sturmgewehr eine Ladehemmung. Mehrere Projektile durchschlugen eine Wand zum benachbarten Kinosaal acht und trafen dort ebenfalls Zuschauer. Ab 00:40 Uhr kamen die ersten Polizeistreifen beim Kino an und umstellten das Gebäude. Kurz darauf wurde der Täter bei seinem Auto verhaftet, ohne Widerstand zu leisten.

### In der Wohnung des Täters
Während sich der Täter im Kino befand, dröhnte ab Mitternacht laute Musik aus dessen Wohnung. Eine Nachbarin klopfte an die Wohnungstür, die nicht abgeschlossen war, trat aber nicht ein. Da der Täter bereits kurz nach seiner Festnahme angegeben hatte, Sprengstoff in der Wohnung deponiert zu haben, evakuierte die Polizei nach ihrem Eintreffen gegen 2 Uhr zunächst das Mietshaus sowie fünf benachbarte Gebäude. Bei der anschließenden Untersuchung der Wohnung mit Spiegeln wurden Sprengfallen entdeckt, deren Entschärfung mehrere Tage in Anspruch nahm. Währenddessen wurde ein Roboter eingesetzt, um erste Beweisgegenstände aus der Wohnung abzutransportieren. Insgesamt befanden sich in der Wohnung 30 selbstgebaute Granaten sowie etwa 40 Liter Treibstoff, die vermutlich bei einem Betreten der Wohnung explodiert wären und das gesamte Stockwerk zerstört hätten.

## Opfer
Zehn Menschen starben am Tatort, zwei weitere Menschen erlagen in Krankenhäusern ihren Verletzungen. 58 Menschen wurden verletzt. 38 Menschen kamen wegen ihrer Verletzungen ins Krankenhaus. Die Todesopfer waren zwischen sechs und 51 Jahre alt. Die Mutter des jüngsten Opfers wurde ebenfalls schwer verletzt und erlitt aufgrund der Verletzungen eine Fehlgeburt.

## Täter
Der zur Tatzeit 24-jährige James Eagan Holmes (* 13. Dezember 1987) wuchs in San Diego auf, machte 2006 seinen Schulabschluss an der dortigen Westview High School und schloss 2010 ein Studium der Neurowissenschaften an der University of California in Riverside mit Auszeichnung ab. Im Juni 2011 schrieb er sich für ein Doktorandenprogramm an der University of Colorado ein, stand jedoch nach Angaben der Universität kurz vor dem Abbruch.
Bis zu dieser Tat war Holmes nicht straffällig geworden. 
Zwei Monate vor der Tat kaufte sich der Täter legal vier Schusswaffen, darunter ein halbautomatisches Sturmgewehr vom Typ AR-15. Anfang Juli erwarb Holmes über das Internet 6000 Schuss Munition.
Sein Motiv ist bisher ungeklärt.
Bei einer ersten Anhörung vor Gericht am 23. Juli 2012 äußerte Holmes sich nicht zur Tat. Am 30. Juli wurde Holmes wegen mehrfachen Mordes angeklagt. Die Staatsanwaltschaft legte ihm insgesamt 142 Anklagepunkte zur Last, darunter Mord, versuchter Mord und Sprengstoffbesitz. Ob sie die Todesstrafe fordern werde, ließ die zuständige Staatsanwältin Carol Chambers zunächst offen.
Nach Angaben seiner Anwälte war Holmes bei einer Psychiaterin an seiner Universität in Behandlung. Die auf Schizophrenie spezialisierte Professorin war auch die Adressatin eines Pakets, das Holmes mehrere Tage vor der Tat an die Poststelle der Universität Colorado geschickt hatte. Laut dem Fernsehnetzwerk Fox unter Berufung auf Ermittlerkreise enthielt das Paket Notizen mit einer detaillierten Ankündigung der Tat. Laut Medienberichten soll die Psychiaterin sechs Wochen vor der Tat die Universität vor Holmes gewarnt haben, weil dessen Geisteszustand auffällig gewesen sei.

## Reaktionen

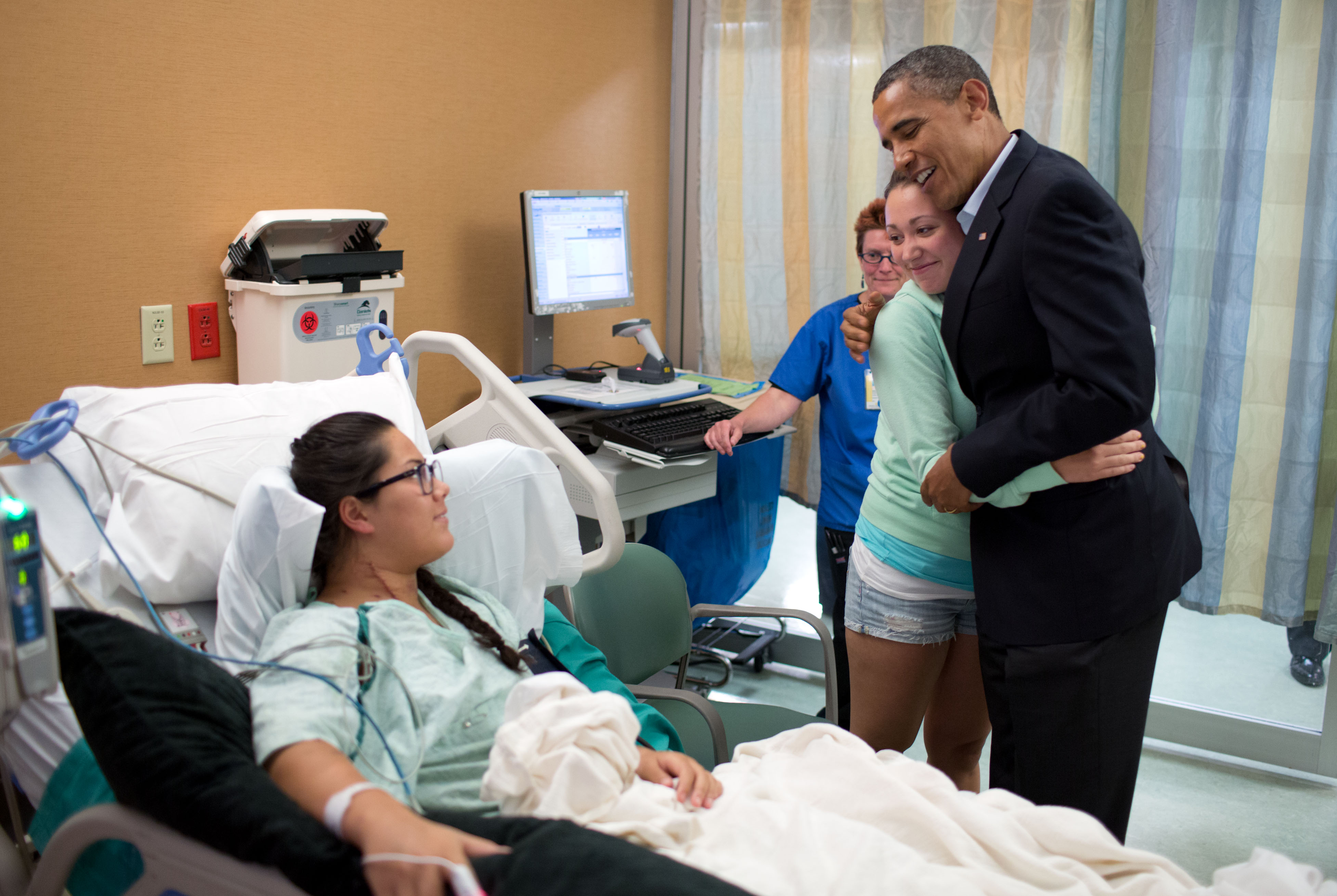
Präsident Barack Obama besucht Opfer des Anschlags im Krankenhaus

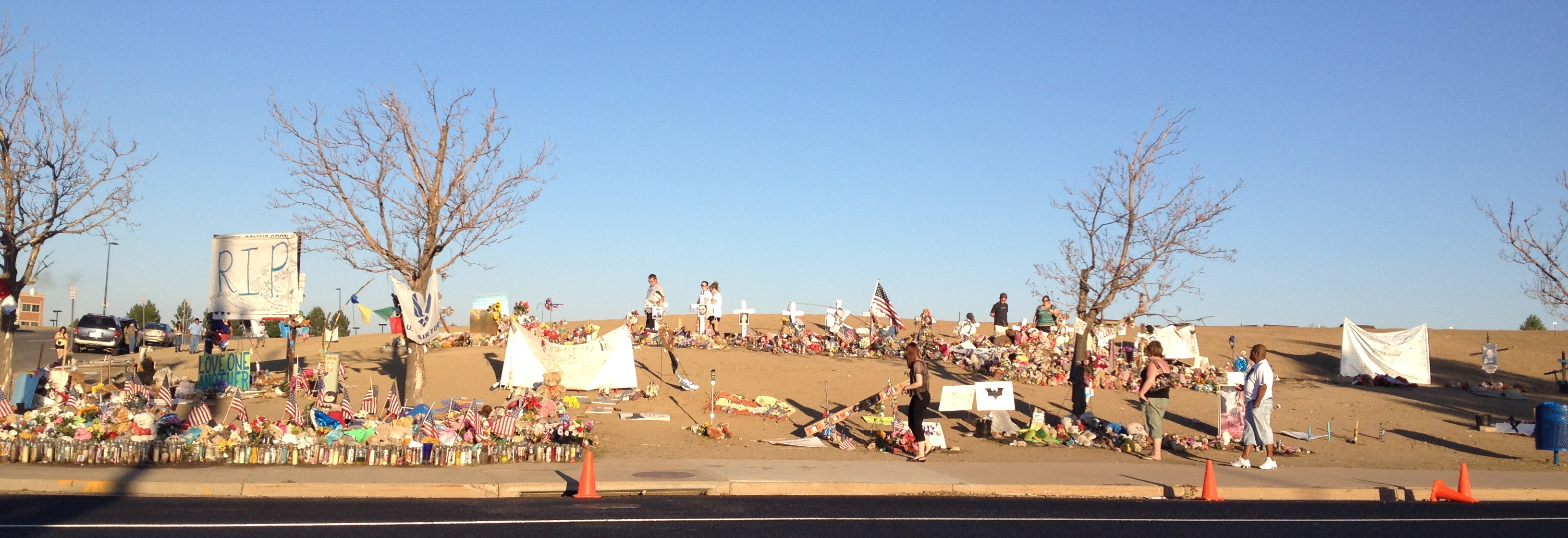
Eine Opfergedenkstätte vor dem Tatort

US-Präsident Barack Obama sprach den Angehörigen sein Beileid aus und forderte dazu auf, für die Betroffenen zu beten und ihnen beizustehen. Durch die Tat wurde die Diskussion über eine Verschärfung der Waffengesetze in den Vereinigten Staaten erneut entfacht. Sowohl Obama als auch sein Herausforderer bei den anstehenden Präsidentschaftswahlen, Mitt Romney, hielten sich mit Äußerungen zu einer Verschärfung des Waffenrechts zurück. Während Romney eine Änderung der Waffengesetze ablehnte, sprach sich Obama für verbesserte Kontrollen aus, um einen Verkauf von Waffen an Kriminelle oder psychisch Kranke zu verhindern.
Die geplante Premiere des Films The Dark Knight Rises in Paris sowie sämtliche Interviewtermine wurden vom Produktionsteam abgesagt.
Wenige Tage nach der Tat besuchte Hauptdarsteller Christian Bale Opfer des Anschlags in der Klinik von Aurora. Regisseur Christopher Nolan sprach kurz darauf im Namen des Filmteams von tiefer Trauer über die Tragödie.
Die Kinokette AMC Theatres verbot kurz nach dem Ereignis, mit Gesichtsmaske und Waffenattrappen in ihre Kinos zu gehen. Auch in Deutschland wurde angekündigt, die Sicherheitsmaßnahmen in den Kinos zu verstärken. Warner Bros. verzichtete vorerst trotz des hohen Erfolgs von The Dark Knight Rises darauf, die Zahlen des Box Office zu veröffentlichen. Als weitere Konsequenz zog Warner Bros. die Filmwerbung zu Gangster Squad zurück. In diesem Film gibt es eine Szene, in der Gangster in einem Kino mit automatischen Waffen auf das Kinopublikum schießen. Der Filmtrailer ist nun in keinem US-Kino mehr zu sehen und wurde auch von diversen Websites entfernt.
Holmes gehört zu einer Reihe von Amokläufern, um die sich im Internet eine Fangemeinde gebildet hat.

## Prozess
Die Hauptverhandlung sollte eigentlich im August 2013 beginnen. Der Distriktrichter gab den Fall überraschend aus Zeitgründen ab. Der Prozess begann schließlich am 29. Januar 2015 vor einem US-Bezirksgericht in Centennial, Colorado. Ein Gutachten bescheinigte Holmes zwar eine psychische Erkrankung, verneinte jedoch gleichzeitig eine etwaig daraus resultierende Schuldunfähigkeit. Im Juli 2015 wurde Holmes in 165 Anklagepunkten und des zwölffachen Mordes für schuldig gesprochen. Der Staatsanwalt beantragte die Todesstrafe. Am 8. August 2015 wurde er zu 3218 Jahren Haft und anschließend zwölf lebenslängliche Haftstrafen verurteilt, ohne Chance auf Bewährung.